# Laverdines
Laverdines é uma comuna francesa na região administrativa do Centro, no departamento Cher. Estende-se por uma área de 9,4 km². Em 2010 a comuna tinha 54 habitantes (densidade: 5,7 hab./km²).